# Анаконда (Монтана)
Анаконда (енгл. Anaconda) град је у америчкој држави Монтани. Према попису из 2020. имала је 9.421 становника. Континентално развође Америке пролази на 13  јужно од града.

## Познате личности
- Лусил Бол, глумица
- Милан Лазетић, играч америчког фудбала